# Janusz Ornatowski
Janusz Kazimierz Ornatowski (ur. 1 października 1946 w Pszczynie) – generał dywizji Wojska Polskiego.

## Życiorys
Janusz Kazimierz Ornatowski urodził się 1 października 1946 w Pszczynie. Jest synem Bolesława Ornatowskiego, starszego wachmistrza 3 Pułku Ułanów Śląskich, kawalera Krzyża Walecznych oraz Stanisławy. W 1964 ukończył naukę w Liceum Ogólnokształcącym im. Bolesława Chrobrego w Pszczynie. W latach 1964–1967 był podchorążym Oficerskiej Szkoły Wojsk Pancernych w Poznaniu. Był rówieśnikiem Adama Rębacza i Zygmunta Sadowskiego. Razem z nimi szkołę oficerską ukończył, starszy o rok, Tadeusz Wilecki. Od 1967 roku dowodził plutonem, a następnie kompanią czołgów w 11 Złotowskim Pułku Zmechanizowanym w Krośnie Odrzańskim. W latach 1971–1974 był słuchaczem Akademii Sztabu Generalnego im. gen. Karola Świerczewskiego w Rembertowie. Po ukończeniu studiów został wyznaczony na stanowisko szefa sztabu-zastępcy dowódcy 9 Batalionu Rozpoznawczego w Żaganiu. Latem 1975 objął stanowisko zastępcy dowódcy do spraw liniowych 42 Pułku Zmechanizowanego w Żarach. W 1976 roku został dowódcą 29 Pułku Czołgów Średnich w Żaganiu. We wrześniu 1979 roku został szefem sztabu-zastępcą dowódcy 11 Drezdeńskiej Dywizji Pancernej w Żaganiu.
W latach 1980–1982 był słuchaczem Wojskowej Akademii Sztabu Generalnego SZ ZSRR w Moskwie.
Po studiach powrócił na poprzednio zajmowane stanowisko. We wrześniu 1984 roku został dowódcą 11 Drezdeńskiej Dywizji Pancernej. W 1987 roku zastąpił gen. bryg. Mariana Zdrzałkę na stanowisku komendanta-rektora Wyższej Szkoły Oficerskiej Wojsk Zmechanizowanych im. Tadeusza Kościuszki we Wrocławiu. W październiku 1988 roku został awansowany na stopień generała brygady. W 1991 roku objął stanowisko zastępcy dowódcy Śląskiego Okręgu Wojskowego ds. Obrony Terytorialnej. Równocześnie pełnił obowiązki dowódcy Garnizonu Wrocław i prezesa Wojskowego Klubu Sportowego „Śląsk” oraz wiceprzewodniczącego Dolnośląskiej Rady Przyjaciół Harcerstwa. 2 września 1992 roku został wyznaczony na stanowisko dowódcy Śląskiego Okręgu Wojskowego we Wrocławiu. Objęcie dowództwa okręgu wojskowego pozostawało w bezpośrednim związku z objęciem przez gen. Tadeusza Wileckiego stanowiska szefa Sztabu Generalnego WP. W 1993 roku otrzymał awans na stopień generała dywizji. W 1997 roku został wyznaczony na stanowisko głównego inspektora Zespołu Głównych Inspektorów MON. 31 grudnia 1999 roku został przeniesiony do rezerwy.

## Awanse
Podczas wieloletniej służby wojskowej otrzymywał awanse na kolejne stopnie:
- podporucznik – 1967
- porucznik – 1970
- kapitan – 1973
- major – 1976
- podpułkownik – 1979
- pułkownik – 1983
- generał brygady – 1988
- generał dywizji – 1993

## Życie prywatne
Mieszka we Wrocławiu. Żonaty z Ewą z domu Sobkiewicz, małżeństwo ma córkę i syna.

## Ordery i odznaczenia
- Krzyż Oficerski Orderu Odrodzenia Polski
- Krzyż Kawalerski Orderu Odrodzenia Polski
- Złoty Krzyż Zasługi
- Złoty Medal „Siły Zbrojne w Służbie Ojczyzny”
- Srebrny Medal „Siły Zbrojne w Służbie Ojczyzny”
- Brązowy Medal „Siły Zbrojne w Służbie Ojczyzny”
- Złoty Medal „Za Zasługi dla Obronności Kraju”
- Srebrny Medal „Za Zasługi dla Obronności Kraju”
- Brązowy Medal „Za Zasługi dla Obronności Kraju”